# Пиер-Мишел Ласога
Пиер-Мишел Ласога (на немски: Pierre-Michel Lasogga, според картотеката в УЕФА Pierre-Michelle Lasogga) е германски футболист, роден на 15 декември 1991 г. в Гладбек, провинция Северен Рейн-Вестфалия. Играе на поста централен нападател в Хамбургер ШФ. Заради своите физика и стил на игра той често е обявяван за един от последните останали в играта класически централни нападатели тип "таран" - "един уокмен сред смартфони, аналогов нападател в дигитален свят". Неговата майка, която e и негов мениджър, дълги години живее на семейни начала с бившия вратар на Вердер Бремен и Шалке Оливер Рек.

## Клубна кариера

### Детско-юношески школи и отбори
Ласога преминава през детско-юношеските школи на няколко отбора, като през 2008 г. с Волфсбург играе финал за първенството при юношите старша възраст, а година по-късно с юношите страша възраст на Байер Леверкузен отбелязва 25 гола в 25 мача и отново играе финал за първенството, като още по това време дебютира за втория отбор на Байер и е в групата на първия отбор за три мача от Първа Бундеслига, но без да вземе участие в тях.

### Херта
През лятото на 2010 г. преминава в Херта и отбелязва най-много голове в предсезонната подготовка, но заради контузия дебютира във Втора Бундеслига на 24 септември същата година. Скоро след това успява да се пребори за титулярно място и заедно с Адриан Рамос вкарва общо 28 гола и е с голям принос за спечелването на първото място и промоция за Първа Бундеслига. По това време е съотборник с Валери Домовчийски. На 6 август 2011 г. дебютира в Първа Бундеслига срещу Нюрнберг, а първия си гол отбелязва два кръга по-късно срещу Хановер. В края на сезона скъсва кръстни връзки и се връща в игра чак в началото на 2013 г., а междувременно отборът на Херта отново е изпаднал във Втора Бундеслига. С единствения си гол за сезона срещу Зандхаузен донася победата на Херта в мача и предсрочното спечелване на първото място, съответно и нова промоция за Първа Бундеслига.

### Хамбургер ШФ
В последния ден от летния трансферен прозорец през 2013 г. Ласога преминава под наем в Хамбургер ШФ, като в обратната посока, също под наем, отива Пер Силян Шелбред. На 6 октомври срещу Нюрнберг в рамките на осем минути отбелязва най-бързия хеттрик за гостуващ отбор в историята на Първа Бундеслига. Той бързо се превръща в любимец на феновете, а в края на сезона, в мача-реванш от баража за оставане/влизане в Първа Бундеслига срещу Гройтер Фюрт отбелязва гол за Хамбургер, който с общ резултат 1:1 и гол на чужд терен удържа рекорда си като единствен отбор, който не е изпадал от Първа Бундеслига. След края на сезона се връща в Херта, но по-късно преминава за постоянно в Хамбургер за 8,5 милиона евро.

## Национален отбор
С младежкия национален отбор на Германия Ласога записва два мача на Европейското първенство през 2008 г.. Получава повиквателна за мача на А отбора срещу Чили на 5 март 2014 г., но ден преди мача се контузва на тренировка и не успява да дебютира.

## Успехи
- Шампион на Втора Бундеслига (2):
  - 2011, 2013 (Херта)
- Вицешампион на Бундеслига юноши старша възраст (2):
  - 2009 (Волфсбург), 2010 (Байер Леверкузен)
- Голмайстор на Западната Бундеслига при юношите старша възраст (1):
  - 2010 (Байер Леверкузен)